# Gran Premi de Mònaco del 1967
Resultats del Gran Premi de Mònaco de Fórmula 1 de la temporada 1967, disputat al circuit urbà de Montecarlo el 7 de maig del 1967.

## Resultats de la cursa
| Pos | No | Pilot                | Equip             | Voltes | Temps/ Retir.        | Pos. de sort. | Punts |
| --- | -- | -------------------- | ----------------- | ------ | -------------------- | ------------- | ----- |
| 1   | 9  | Denny Hulme          | Brabham - Repco   | 100    | 2h 34' 34. 3         | 4             | 9     |
| 2   | 14 | Graham Hill          | Lotus - BRM       | 99     | + 1 Volta            | 8             | 6     |
| 3   | 20 | Chris Amon           | Ferrari           | 98     | + 2 Voltes           | 14            | 4     |
| 4   | 16 | Bruce McLaren        | McLaren - BRM     | 98     | + 3 Voltes           | 10            | 3     |
| 5   | 11 | Pedro Rodríguez      | Cooper - Maserati | 96     | + 4 Voltes           | 16            | 2     |
| 6   | 5  | Mike Spence          | BRM               | 96     | + 4 Voltes           | 12            | 1     |
| Ret | 18 | Lorenzo Bandini      | Ferrari           | 81     | Accident Mortal      | 2             |       |
| Ret | 6  | Piers Courage        | BRM               | 64     | Virolla              | 13            |       |
| Ret | 12 | Jim Clark            | Lotus - Climax    | 42     | Suspensions          | 5             |       |
| Ret | 7  | John Surtees         | Honda             | 32     | Motor                | 3             |       |
| Ret | 17 | Jo Siffert           | Cooper - Maserati | 31     | Pressió de l'oli     | 9             |       |
| Ret | 4  | Jackie Stewart       | BRM               | 14     | Diferencial          | 6             |       |
| Ret | 10 | Jochen Rindt         | Cooper - Maserati | 14     | Caixa canvi          | 15            |       |
| Ret | 23 | Dan Gurney           | Eagle - Weslake   | 4      | Bomba de combustible | 7             |       |
| Ret | 2  | Johnny Servoz-Gavin  | Matra - Ford      | 4      | Injecció             | 11            |       |
| Ret | 8  | Jack Brabham         | Brabham - Repco   | 0      | Motor                | 1             |       |
| NVQ | 15 | Bob Anderson         | Brabham - Climax  |        |                      |               |       |
| NVQ | 1  | Jean-Pierre Beltoise | Matra - Ford      |        |                      |               |       |
| NVQ | 22 | Richie Ginther       | Eagle - Climax    |        |                      |               |       |

## Altres
- Pole: Jack Brabham 1' 27. 6
- Volta ràpida: Jim Clark 1' 29. 5 (a la volta 38)